# محطة امسلاند للطاقة النووية

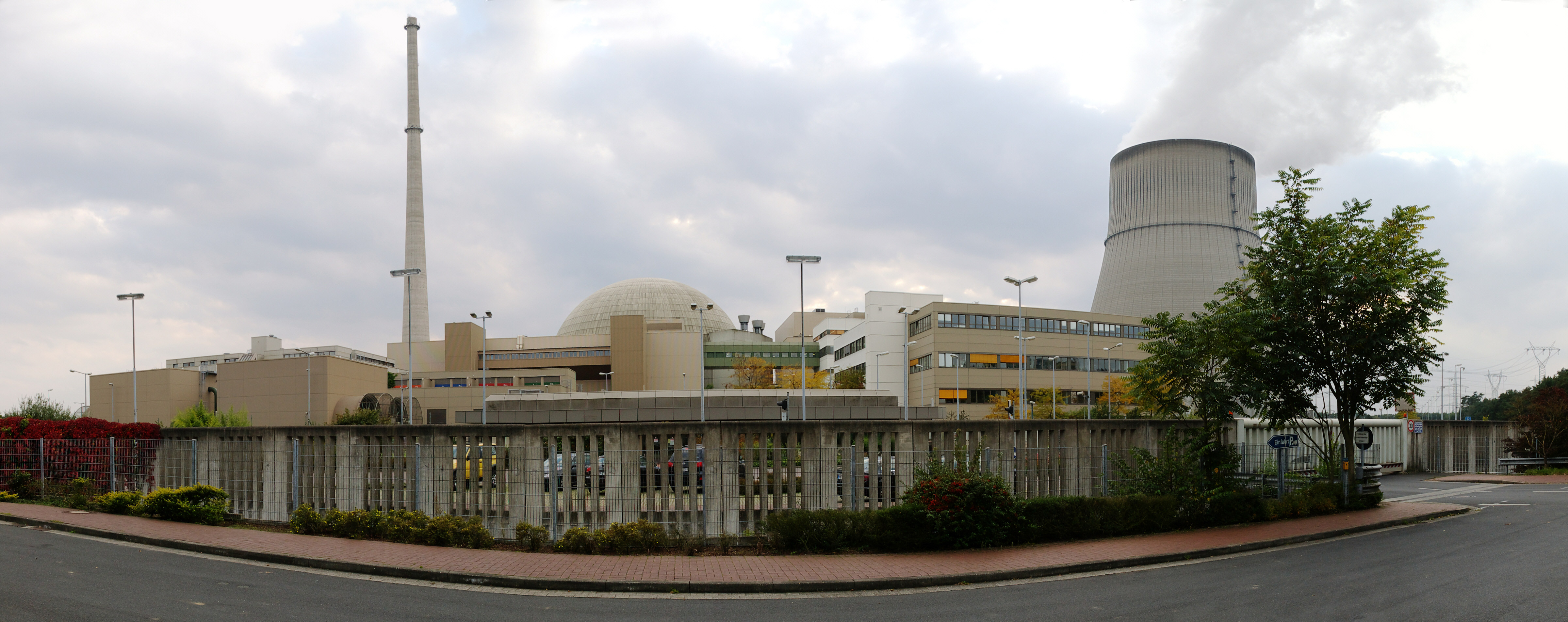
محطة امسلاند للطاقة النووية

محطة امسلاند للطاقة النووية (بالإنجليزي: Emsland Nuclear Power Plant ) محطة لإنتاج الطاقة النووية في امسلاند - ألمانيا.